# قلعه تخت امیر
قلعه تخت امیر مربوط به سده‌های میانه دوران‌های تاریخی پس از اسلام است و در کوهبنان، بلوار خواجه خضر، دامنه کوه قلعه دختر واقع شده و این اثر در تاریخ ۷ اسفند ۱۳۸۶ با شمارهٔ ثبت ۲۱۴۷۷ به‌عنوان یکی از آثار ملی ایران به ثبت رسیده است.